# Walter Ballmoos
Walter Ballmoos (geb. 7. Juli 1911 in Häfelfingen BL; gest. 20. Juli 1993 in Frauenfeld TG) war ein Schweizer Politiker.

## Leben
Walter Ballmoos wurde als Sohn einer Bauernfamilie geboren. Von 1928 bis 1931 machte er eine kaufmännische Lehre bei der Kantonalbank Thurgau in Weinfelden. Anschliessend liess er sich ganz im Thurgau nieder und heiratete 1944 Luise Schmid. Das Ehepaar hatte zwei Töchter. Im Sommer 1993 verstarb Walter Ballmoos an einer Herzschwäche in Frauenfeld.

### Berufliche Karriere
Nach der Lehre arbeitete Walter Ballmoos noch zwei Jahre bei der Thurgauer Kantonalbank. 1933 folgte der Wechsel zur Bauernhilfskasse und der Landwirtschaftlichen Bürgschaftsgenossenschaft. Das Wohl der «kleinen» Bauern lag ihm immer am Herzen. 1940 wurde er zum Friedensrichter und Betreibungsbeamten in Weinfelden ernannt. 1954–1959 war Walter Ballmoos Geschäftsführer des Thurg. Milchproduzentenverbandes. Neben seiner anschliessenden politischen Tätigkeit war Ballmoos von 1962 bis 1978 im Verwaltungsrat der
Thurgauer Genossenschaft für landwirtschaftliche Investitionskredite und Betriebshilfe GLIB (ehemals Bauernhilfskasse) und von 1961 bis 1984 in der Zuckerfabrik Frauenfeld.

### Politischer Werdegang
Walter Ballmoos interessierte sich für Politik und trat in die FDP (Freisinnig-demokratische Partei) Thurgau ein. 1940 wechselte er zur BGB (Bauern-, Gewerbe- und Bürgerpartei), der heutigen SVP (Schweizerische Volkspartei). 1946 wurde Walter Ballmoos in den grossen Gemeinderat von Weinfelden gewählt. Von 1953 bis 1959 war er zudem Thurgauer Kantonsrat. 1959 wurde Ballmoos in den Regierungsrat des Kantons Thurgau gewählt und blieb dort bis 1975 für Inneres und Volkswirtschaft zuständig. Im Zeitraum von 1967 bis 1971 vertrat er den Thurgau auch im Nationalrat.

## Schaffen
Als Regierungsrat des Kantons Thurgau war er massgeblich beteiligt am Bau der Zuckerfabrik Frauenfeld. Walter Ballmoos war von 1961 bis 1984 deren Verwaltungsrat und ab 1968 Verwaltungsratspräsident.

## Publikation
- mit Hans Frei: 25 Jahre Zuckerfabrik Frauenfeld, 1959–1984. Hrsg. Zuckerfabrik Frauenfeld. Frauenfeld 1984.[4]